# 梅尔辛省
梅尔辛省（土耳其語：Mersin ili）是位于土耳其南部地中海沿岸的一个省，面积15,737平方公里，首府梅尔辛。
梅尔辛省原称伊切尔省（土耳其語：İçel ili），于2002年更改为目前的名称。